# Günther Wolfram
Günther Wolfram (* 15. Juli 1936 in Kriegern/Westböhmen, heute Tschechien) ist ein deutscher Internist, Ernährungswissenschaftler und Hochschullehrer. Von 1977 bis 2001 war er Lehrstuhlinhaber für Ernährungslehre an der TU München-Weihenstephan.

## Werdegang
Günther Wolfram wurde in Kriegern/Sudetenland geboren, wo er auch die ersten beiden Schuljahre verbrachte. Danach siedelte er nach Weiden/Oberpfalz über, wo er aufwuchs und die Schule mit dem Abitur beendete. Das Studium der Medizin absolvierte er in München. 1963 legte er das Staatsexamen ab und wurde 1965 bei Nepomuk Zöllner an der Medizinischen Poliklinik in München promoviert. Dort habilitierte er sich auch als Facharzt für Innere Medizin für die Fächer „Innere Medizin“ und „Klinische Ernährungslehre“. Wolfram wurde 1973 Oberarzt der Medizinischen Poliklinik und war von 1977 bis zu seiner Emeritierung im Jahr 2001 Professor für Ernährungslehre und Leiter des Instituts für Ernährungswissenschaft der Technischen Universität München, Freising-Weihenstephan. Am Klinikum der Ludwig-Maximilians-Universität München leitete er außerdem ab den 70er Jahren bis Mitte der 90er Jahre das Fettstoffwechsellabor.
Über viele Jahre hat Wolfram ernährungsmedizinische und ernährungswissenschaftliche Fachpublikationen als Schriftleiter mitgestaltet: unter anderem die Ernährungsberichte der Deutschen Gesellschaft für Ernährung DGE (1992, 2000, 2004, 2008) und die DGE-Empfehlungen für die Nährstoffzufuhr bzw. der DACH-Referenzwerte (1985, 1992, 2000), die Zeitschrift „Infusionstherapie“ (Karger Verlag) bis 1995 und von 1996 bis 2010 die „Aktuelle Ernährungsmedizin“ (Thieme Verlag).

## Auszeichnungen (Auswahl)
- 2000: Mitgliedschaft in der Leopoldina[6]
- 2002: Bundesverdienstkreuz am Bande
- 2003: Carl-von Voit-Medaille der Deutschen Gesellschaft für Ernährung[7]
- 2005: Ehrenmitgliedschaft der Deutschen Gesellschaft für Ernährungsmedizin
- 2008: Kofranyi-Medaille der Deutschen Akademie für Ernährungsmedizin[8]
- 2012: Konrad-Lang-Medaille der Deutschen Gesellschaft für Ernährungsmedizin